# Stiropius longicarinatus
Stiropius longicarinatus är en stekelart som beskrevs av Van Achterberg 1995. Stiropius longicarinatus ingår i släktet Stiropius och familjen bracksteklar. Inga underarter finns listade i Catalogue of Life.